# Gota juvenil hereditaria
La gota juvenil es una enfermedad rara de carácter hereditario: la enzima PRPPs regula la síntesis de novo de los nucleótidos purínicos y su hiperactividad conduce a un notable aumento de la producción de ácido úrico. El gen que codifica el PRPPs se localiza en el cromosoma X y la enfermedad se hereda ligada al sexo. Los varones son hemicigotos y las mujeres portadoras heterocigotos. Hasta el momento se conocen unas quince familias con este defecto enzimático.

## Etiología y patogenia
La PRPPs cataliza la acción de PRPP, sustrato de tres enzimas implicadas en el metabolismo de las purinas: fosforibosilpirofosfato-amidotransferasa, HGPRT y APRT. La sobre actividad de PRPPs condiciona un aumento de los valores intercelulares de PRPP y conlleva un incremento de la síntesis de purinas de novo y la reutilización de basa purificas. Secundariamente, se incrementa la degradación de nucleótidos, lo que conduce, finalmente, a la síntesis exacerbada de ácido úrico.
El aumento de la actividad catalítica de la PRPPs puede deberse al incremento de la síntesis de la enzima o a la existencia de una proteína anómala hiperfuncionante. La cantidad de enzima PRPPs sintetizada parece normal cuando se emplean anticuerpos frente a la enzima purificada. En cambio, se han observado diversos tipos de PRPPs aberrante por diferentes anomalías de la cinética enzimática: 
- defectos catalíticos con aumento de la velocidad máxima
- defectos en la regulación de la enzima por nucleótidos purínicos inhibidores
- aumento de la afinidad de la ribosa-5-fosfato.

## Genética
Existen distintas isoformas de PRPPs (PRS1-3) producto de genes separados (PRPS1-3). Los genes PRPS1 y PRPS2 se localizan en el brazo largo (Xq22-q24) y corto (Xp22.2-22.3), respectivamente el cromosoma X y se expresan en todos los tejidos. Desde el punto de vista genético las alteraciones son también heterogéneas. Las alteraciones reguladoras se deben a mutaciones puntuales en la región codificante de PRPS1. Las alteraciones catalíticas resultan de un aumento en la concentración de la isoforma PRS1 normal, probablemente a consecuencia de una mayor transcripción de PRPS1.

## Cuadro clínico
La sobreactividad de la PRPS se expresa con dos fenotipos distintos: 
- el primero se caracteriza por aparecer en adultos jóvenes y sus manifestaciones clínicas se limitan a las consecuencias directas del defecto enzimático. Es constante la artritis gotosa grave y los tofos. La artritis gotosa suele comenzar a los 20-39 años. Alrededor del 75% de los pacientes han padecido uno o varios episodios de litasis renal úrica y en muchos de ellos es la manifestación inicial de la enfermedad. La uricemia y la excreción renal de ácido úrico suelen hallarse muy elevadas. La insuficiencia renal aguda (neuropatía úrica aguda) es más rara en la sobreactividad de PRPPs que en la deficiencia de HGPRT pero se ha descrito en al menos un enfermo con eliminación de ácido úrico de 2400 mg/24 h. La excesiva eliminación de uratos y la formación de cálculos de ácido úrico pueden provocar isostenuria, infecciones urinarias, recidivantes, pielonefritis, hipertensión arterial e insuficiencia renal. Las mujeres heterocigotos no presentan las manifestaciones clínicas relacionadas con el defecto enzimático.
- el segundo se presenta en la infancia con signos clínicos de sobreproducción de ácido úrico, sordera, neurosensorial y retraso del desarrollo motor. Las mujeres portadoras muestran alteraciones en un grado menor. Cursa con manifestaciones más heterogéneas: gota tofácea, retraso mental, conducta autista y sordera neurosensorial. Solo se conocen cuatro familias con sobreactividad de PRPPs que pueden englobarse en este fenotipo. La sordera asociada a hiperuricemia familiar se ha descrito en el síndrome de Alström.

## Tratamiento
Solo está disponible un tratamiento sintomático y fisiopatologico (no-genético) dirigido a aliviar las manifestaciones clínicas, como artritis gotosa y litiasis renal mediante antiinflamatorios y espasmolíticos. Las medidas generales de profilaxis en la litiasis úrica (aumento de la ingestión de líquidos, alcalinización de la orina) deben recomendarse siempre. El tratamiento fisiopatológico debe tender a reducir la excesiva síntesis de ácido úrico y de sus precursores (alopurinol, 5-10 mg/kg de peso/día).